# Trygodes physciata
Trygodes physciata är en fjärilsart som beskrevs av Felder 1875. Trygodes physciata ingår i släktet Trygodes och familjen mätare. Inga underarter finns listade i Catalogue of Life.